# Eksläktet
Eksläktet (Quercus) är ett växtsläkte med träd i familjen bokväxter med cirka 400 arter. Släktet förekommer naturligt i Eurasien, Nordafrika, Nordamerika, Västindien, Mexiko och söderut till Colombia.

## Ekollon

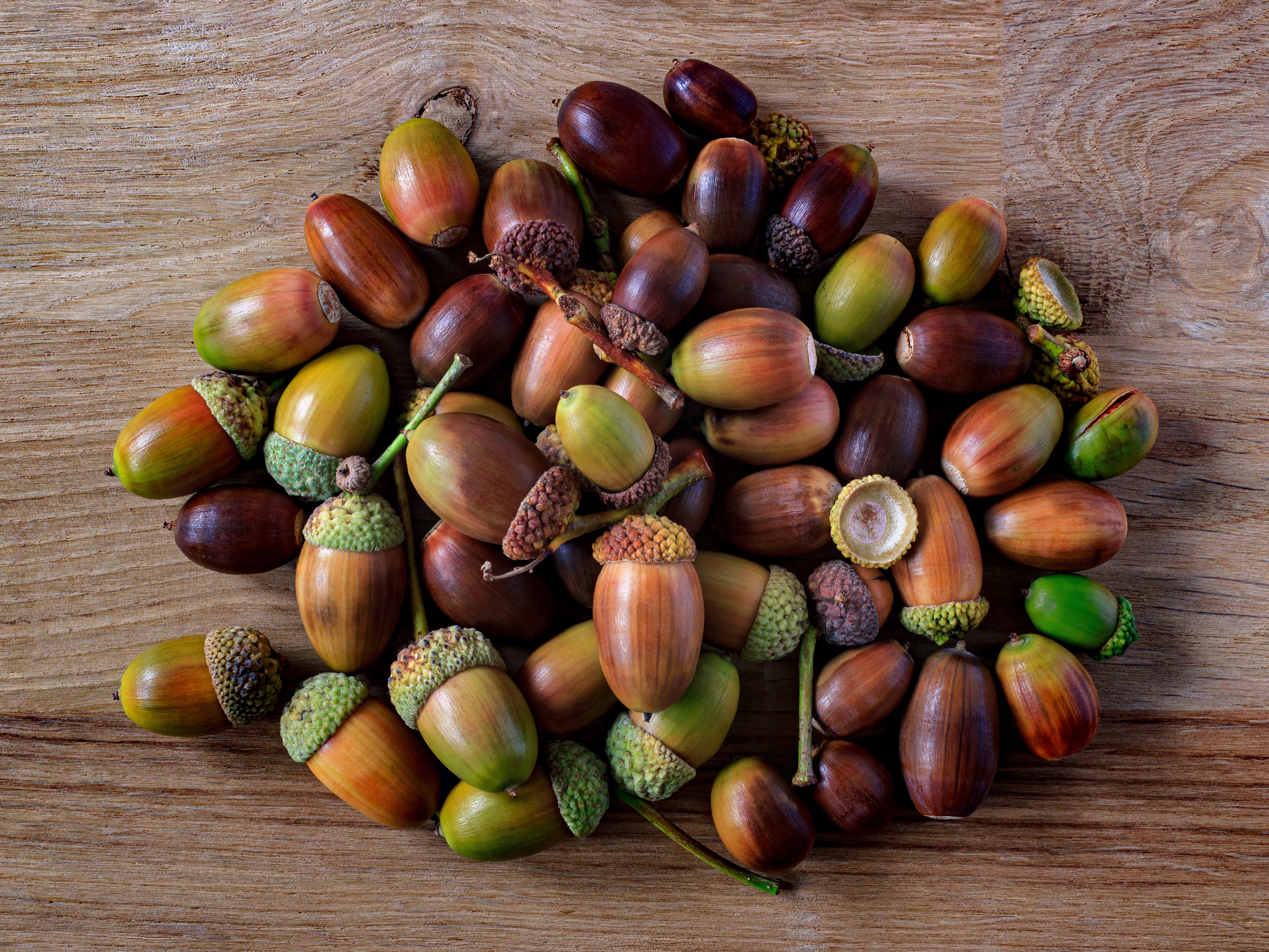
Ekollon från Quercus robur i olika stadier av mognad, på en ekbräda

Frukterna, i form av nötter, kallas ekollon. De är ägg-, cylinder- eller konformiga, har hård vägg med gulbrun till mörkbrun eller rödbrun färg i det mogna stadiet. Ollonen, som kan sitta enstaka eller flera tillsammans, kan hos vissa arter bli uppemot 4 cm långa men hos andra är de mindre än 1 cm. De är fästade i en ollonskål, cupula. Att ha nötter (ollon) i cupula är gemensamt för alla bokväxter. Ekollon faller inte under allemansrätten, utan får bara plockas med markägarens tillstånd.[källa behövs]

### Ekollon som människoföda
Ekollon har historiskt varit en viktig människoföda, de är näringsrika men innehåller ett giftigt och bittert garvämne (tannin) som måste lakas ur innan de blir lämpliga som föda.
Orsaken till att ekollon har övergivits som människoföda är troligtvis att det inte går att vara säker på hur den färdiga produkten kommer smaka, eftersom varje ekollon har en unik smak, och det behövs  många ekollon för att göra det mjöl som användas som föda.

### Ekollon som djurfoder
Svin är mycket förtjusta i ekollon och påverkas inte av tanninet eftersom deras saliv innehåller ett ämne som binder det. För hästar och kor kan det däremot vara farligt att förtära för många ekollon. 

Ekollonmjölet läggs i en grop i marken för utlakning med kokande vatten. Kalifornien, USA 1926.

## Några arter
- Ek (Q. robur), kallas även sommarek, stjälkek, skogsek och vanlig ek
- Bergek (Q. petraea), kallas även druvek och vinterek, förekommer i Sverige liksom ek
- Korkek (Q. suber) ger kork liksom Quercus variabilis
- Ekollon från Quercus ithaburensis macrolepis har handelsvärde som ingrediens vid garvning.
- Barken hos färgek (Q. velutina) lämnar ett användbart gult färgämne quercitron
- Turkisk ek (Q. cerris), rödek (Q. rubra), blodek eller scharlakansek (Q. coccinea), vitek (Q. alba) och kärrek (Q. palustris) förekommer som prydnads- och trädgårdsväxter

## Dottertaxa till Ekar, i alfabetisk ordning

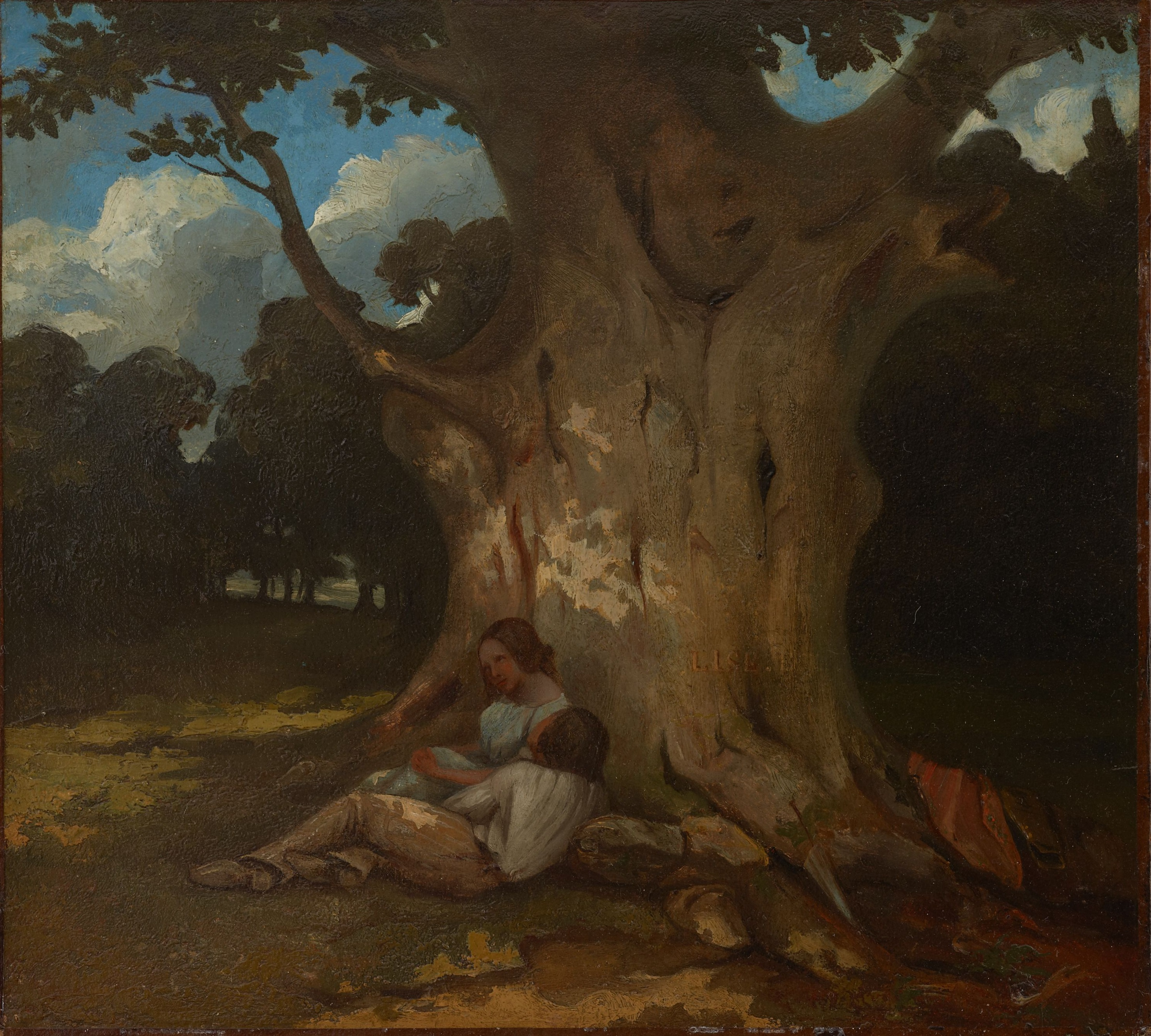
Gustave Courbet (1843)

## Bildgalleri

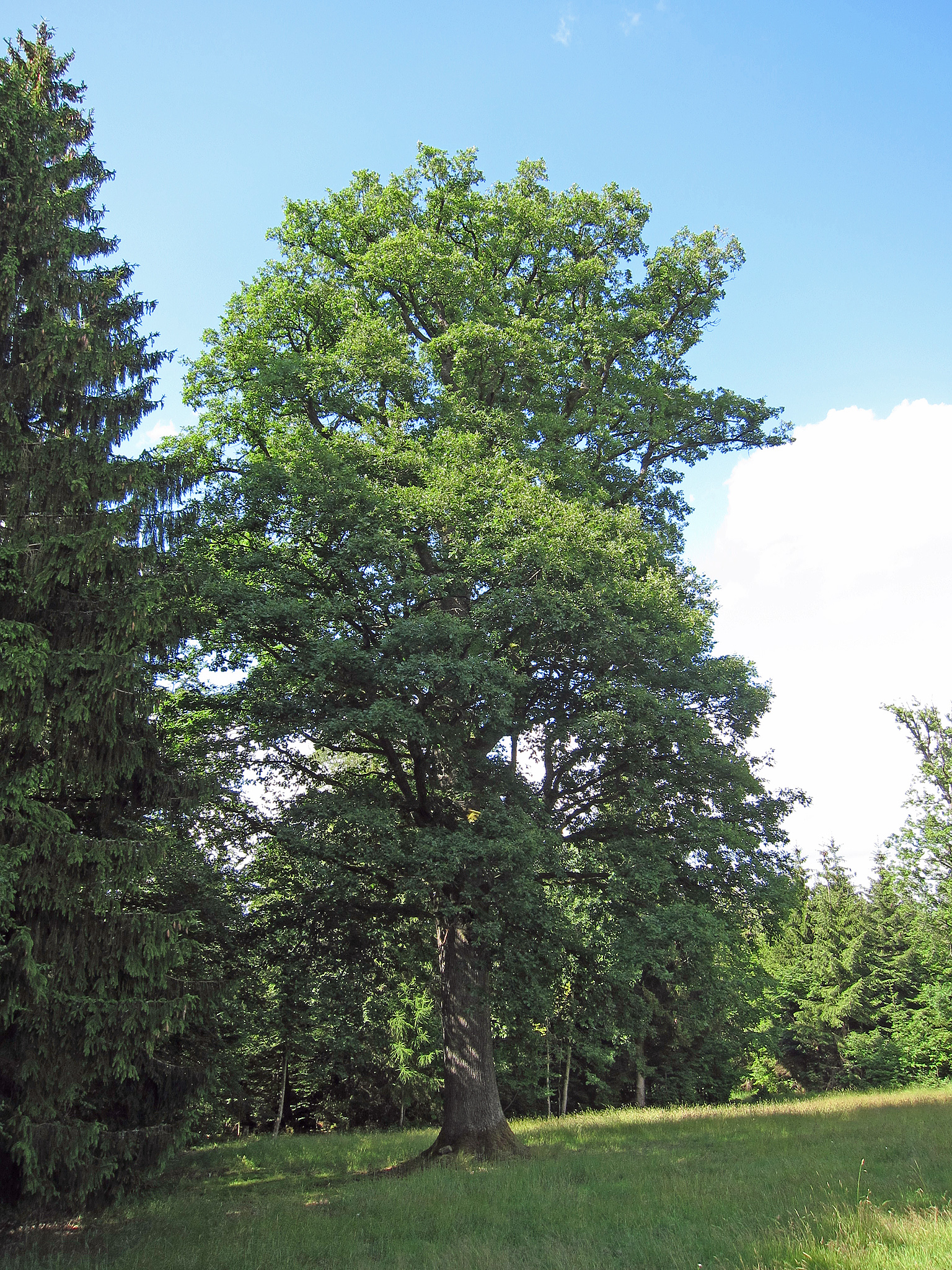
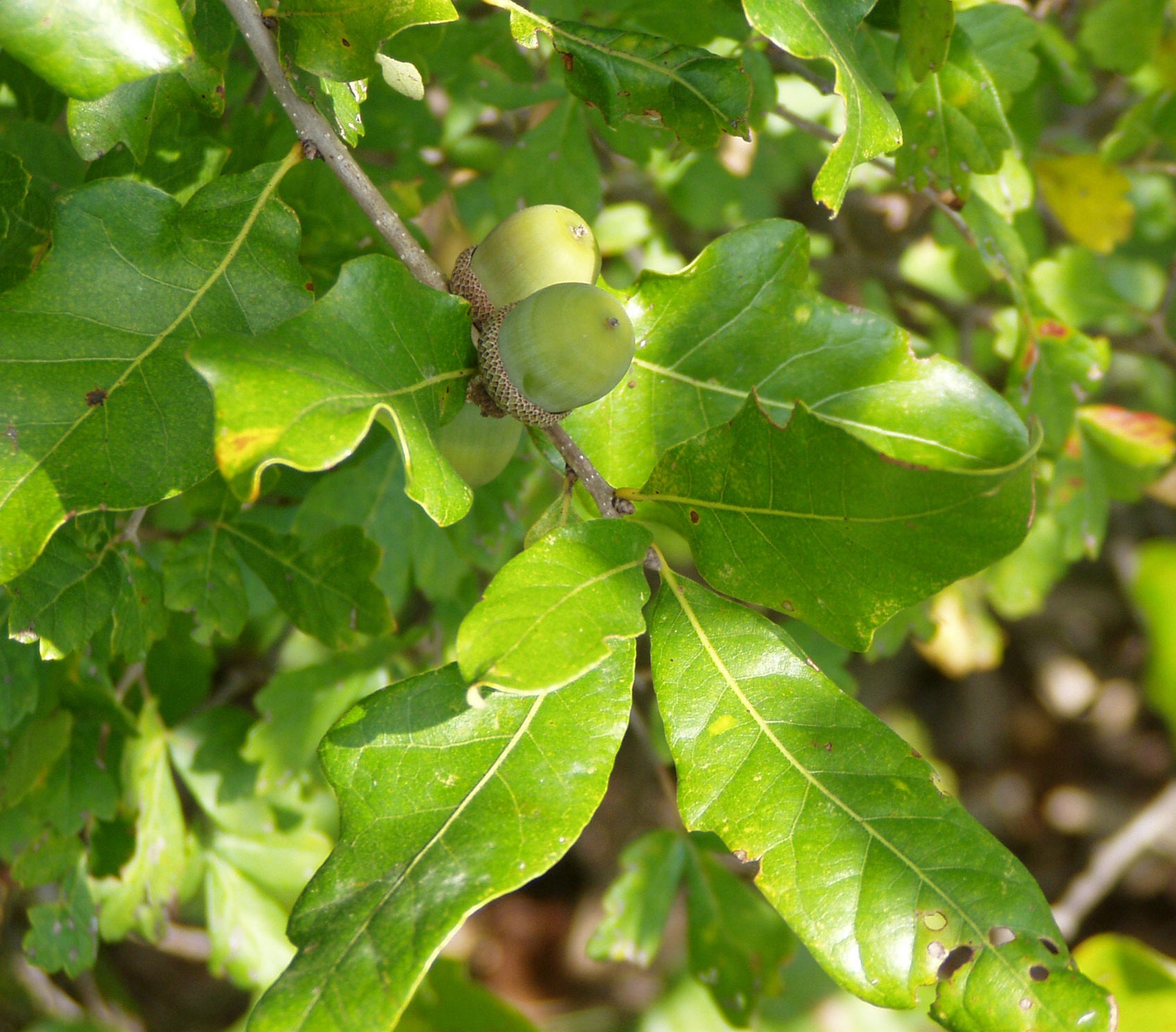
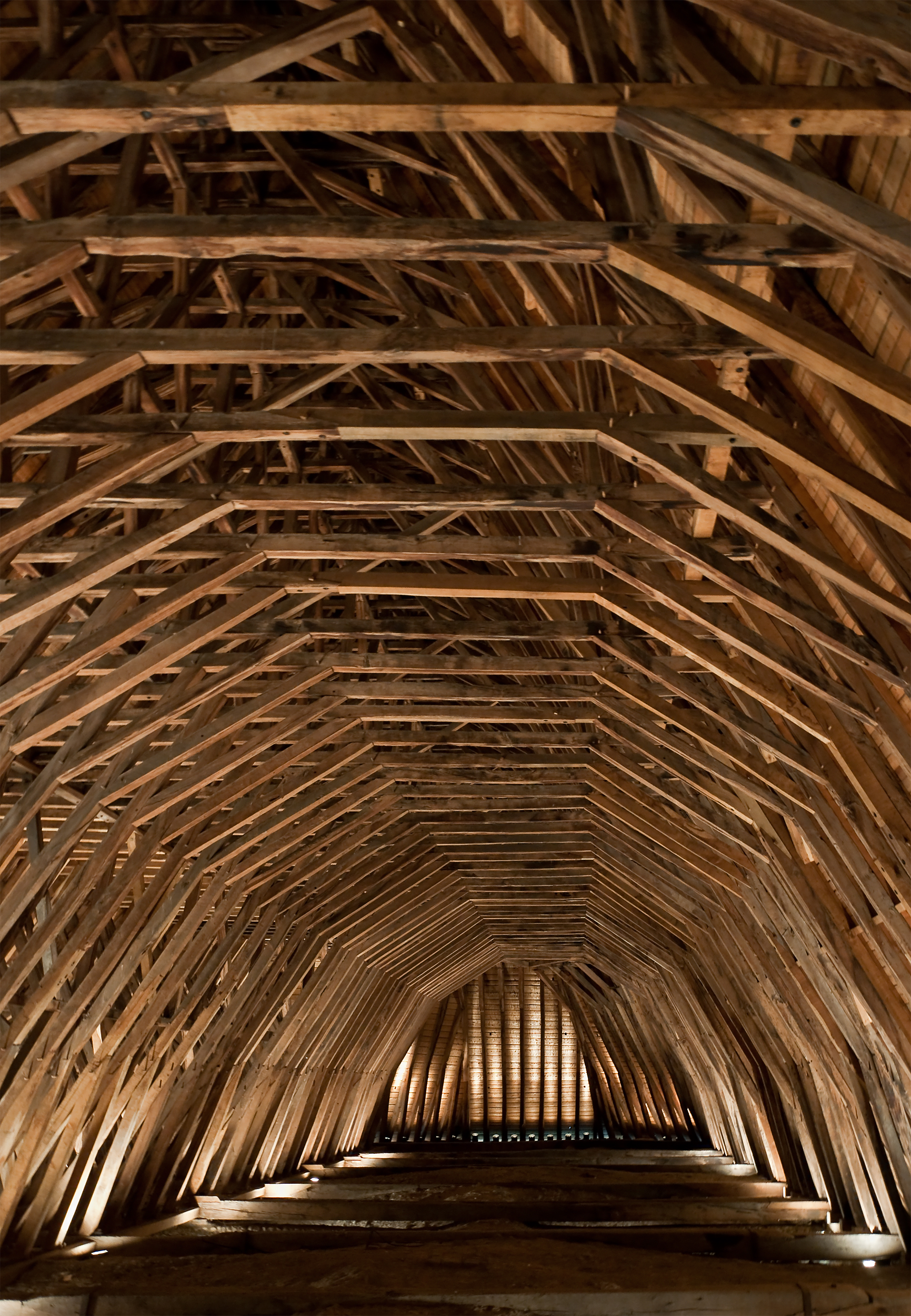
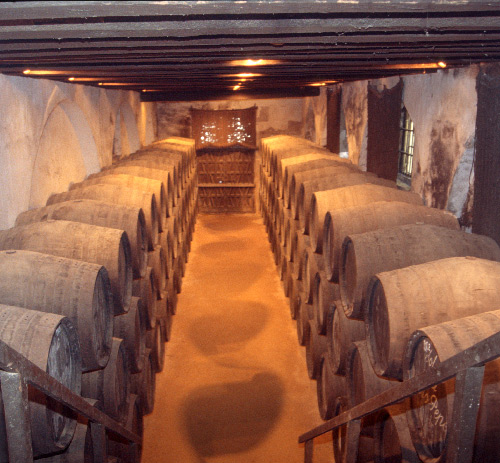
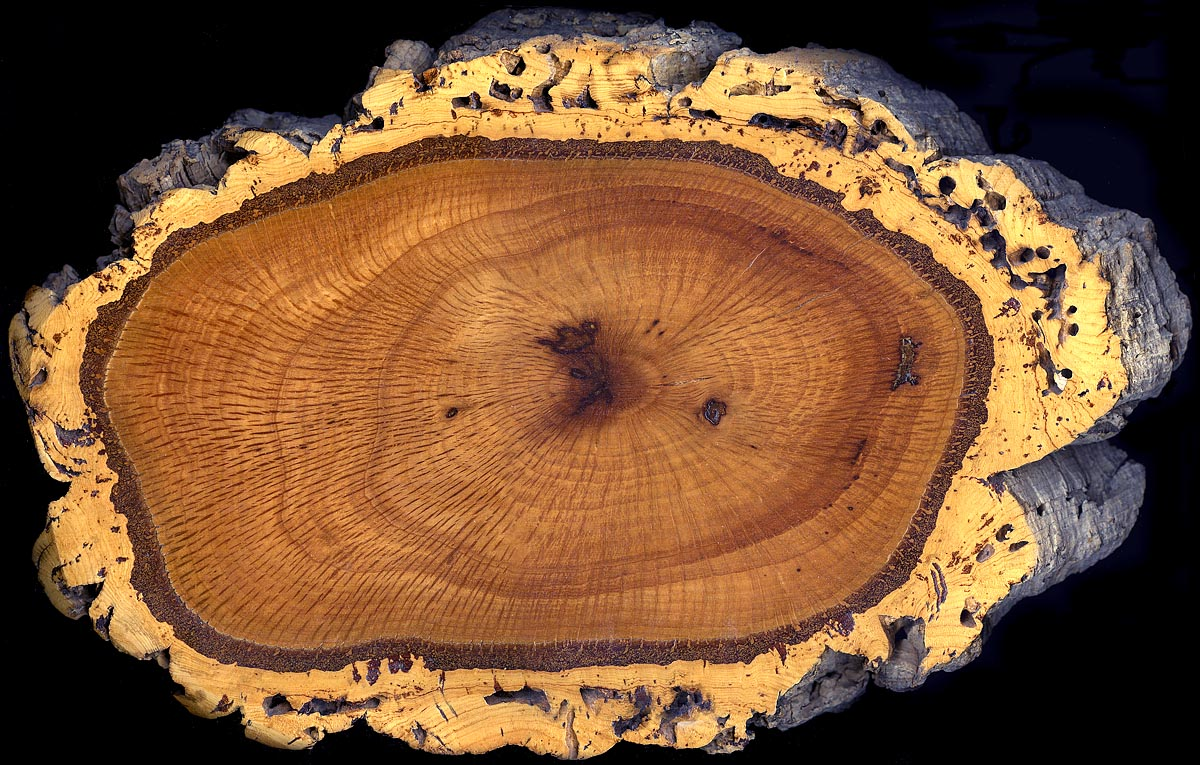
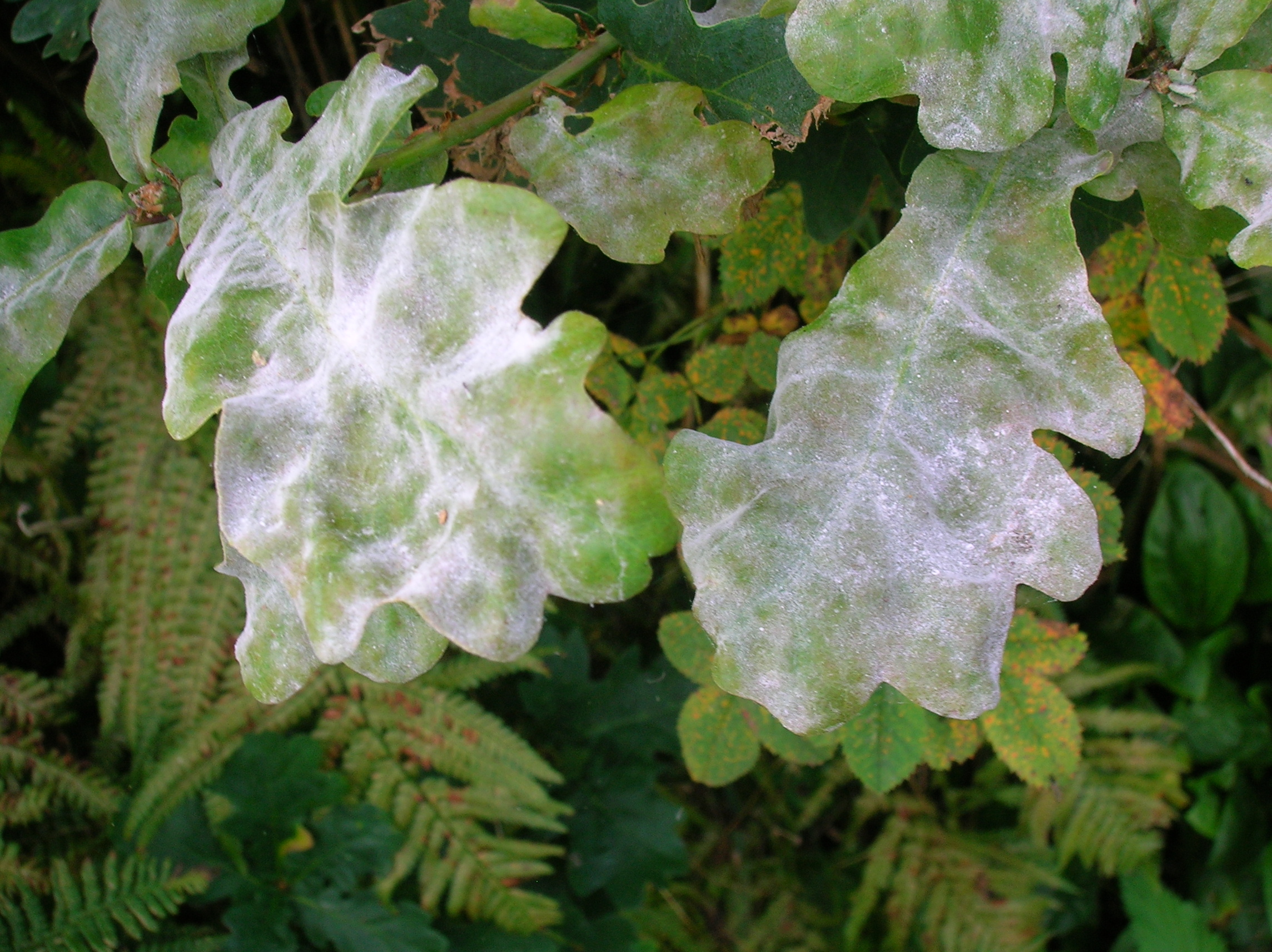

## Dottertaxa till Ekar, i alfabetisk ordning[3]
- Quercus acerifolia
- Quercus acrodonta
- Quercus aculcingensis
- Quercus acuta
- Quercus acutangula
- Quercus acutidens
- Quercus acutifolia
- Quercus acutissima
- Quercus aerea
- Quercus afares
- Quercus affinis
- Quercus agrifolia
- Quercus ajoensis
- Quercus alba
- Quercus albescens
- Quercus albicaulis
- Quercus albocincta
- Quercus aliena
- Quercus alienoserratoides
- Quercus allorgeana
- Quercus alnifolia
- Quercus alpescens
- Quercus alvordiana
- Quercus andegavensis
- Quercus andresii
- Quercus andrewsii
- Quercus annulata
- Quercus aquifolioides
- Quercus arbutifolia
- Quercus argentata
- Quercus argyrotricha
- Quercus aristata
- Quercus arizonica
- Quercus arkansana
- Quercus ashei
- Quercus asymmetrica
- Quercus atlantica
- Quercus aucheri
- Quercus augustini
- Quercus auricoma
- Quercus austrina
- Quercus austrocochinchinensis
- Quercus autumnalis
- Quercus auzandrii
- Quercus baenitzii
- Quercus baloot
- Quercus baronii
- Quercus basaseachicensis
- Quercus battandieri
- Quercus beaumontiana
- Quercus bebbiana
- Quercus beckyae
- Quercus beguinotii
- Quercus bella
- Quercus benderi
- Quercus benkoi
- Quercus benthamii
- Quercus berberidifolia
- Quercus bernardensis
- Quercus bicolor
- Quercus bimundorum
- Quercus bivonana
- Quercus blakei
- Quercus blufftonensis
- Quercus boyacensis
- Quercus boyntonii
- Quercus braianensis
- Quercus brandegeei
- Quercus brandisiana
- Quercus brantii
- Quercus brenesii
- Quercus brevicalyx
- Quercus breviradiata
- Quercus brittonii
- Quercus buckleyi
- Quercus burnetensis
- Quercus bushii
- Quercus byarsii
- Quercus caduca
- Quercus caesariensis
- Quercus campitica
- Quercus canariensis
- Quercus canbyi
- Quercus candicans
- Quercus cantabrica
- Quercus capesii
- Quercus carmenensis
- Quercus carrissoana
- Quercus castanea
- Quercus castaneifolia
- Quercus cedrosensis
- Quercus celtica
- Quercus cerrioides
- Quercus cerris
- Quercus championii
- Quercus chapmanii
- Quercus charcasana
- Quercus chartacea
- Quercus chenii
- Quercus chevalieri
- Quercus chihuahuensis
- Quercus chimaltenangana
- Quercus chinantlensis
- Quercus chrysocalyx
- Quercus chrysolepis
- Quercus chrysotricha
- Quercus chungii
- Quercus ciliaris
- Quercus coahuilensis
- Quercus coccifera
- Quercus cocciferoides
- Quercus coccinea
- Quercus cocksii
- Quercus coffeicolor
- Quercus colombiana
- Quercus columnaris
- Quercus comptoniae
- Quercus conduplicans
- Quercus congesta
- Quercus conspersa
- Quercus convallata
- Quercus conzattii
- Quercus copeyensis
- Quercus cornelius-mulleri
- Quercus cortesii
- Quercus coscojosuberiformis
- Quercus costaricensis
- Quercus coutinhoi
- Quercus crassifolia
- Quercus crassipes
- Quercus cravenensis
- Quercus crenata
- Quercus crispifolia
- Quercus crispipilis
- Quercus cualensis
- Quercus cubana
- Quercus daimingshanensis
- Quercus dalechampii
- Quercus dankiaensis
- Quercus deamii
- Quercus delavayi
- Quercus deleiensis
- Quercus delicatula
- Quercus deliquescens
- Quercus demareei
- Quercus dentata
- Quercus depressa
- Quercus depressipes
- Quercus deserticola
- Quercus devia
- Quercus dinghuensis
- Quercus diosdadoi
- Quercus disciformis
- Quercus discreta
- Quercus diversifolia
- Quercus diversiloba
- Quercus dolicholepis
- Quercus dongfangensis
- Quercus douglasii
- Quercus drummondii
- Quercus dumosa
- Quercus durata
- Quercus durifolia
- Quercus dysophylla
- Quercus edithiae
- Quercus eduardi
- Quercus edwardsiae
- Quercus egglestonii
- Quercus elevaticostata
- Quercus ellipsoidalis
- Quercus elliptica
- Quercus elmeri
- Quercus emoryi
- Quercus engelmannii
- Quercus engleriana
- Quercus eplingii
- Quercus eumorpha
- Quercus exacta
- Quercus fabrei
- Quercus faginea
- Quercus fagineomirbeckii
- Quercus falcata
- Quercus fangshanensis
- Quercus faxonii
- Quercus fernaldii
- Quercus fernowii
- Quercus filialis
- Quercus fimbriata
- Quercus firmurensis
- Quercus floccosa
- Quercus flocculenta
- Quercus floribunda
- Quercus fontana
- Quercus fontanesii
- Quercus fontqueri
- Quercus frainetto
- Quercus franchetii
- Quercus frutex
- Quercus fuliginosa
- Quercus fulva
- Quercus furfuracea
- Quercus fusiformis
- Quercus gaharuensis
- Quercus galeanensis
- Quercus gallaecica
- Quercus gambelii
- Quercus gambleana
- Quercus ganderi
- Quercus garlandensis
- Quercus garryana
- Quercus gemelliflora
- Quercus geminata
- Quercus gentryi
- Quercus georgiana
- Quercus germana
- Quercus ghiesbreghtii
- Quercus giffordii
- Quercus gilliana
- Quercus gilva
- Quercus glabrescens
- Quercus glauca
- Quercus glaucescens
- Quercus glaucoides
- Quercus gomeziana
- Quercus gracilenta
- Quercus gracilior
- Quercus grandidentata
- Quercus gravesii
- Quercus greggii
- Quercus griffithii
- Quercus grisea
- Quercus guadalupensis
- Quercus gulielmitreleasei
- Quercus gussonei
- Quercus guyavifolia
- Quercus hainanica
- Quercus handeliana
- Quercus harbisonii
- Quercus hartwissiana
- Quercus hastingsii
- Quercus havardii
- Quercus hawkinsiae
- Quercus haynaldiana
- Quercus helferiana
- Quercus helvetica
- Quercus hemisphaerica
- Quercus heterophylla
- Quercus hinckleyi
- Quercus hintonii
- Quercus hintoniorum
- Quercus hirtifolia
- Quercus hispanica
- Quercus hondae
- Quercus hopeiensis
- Quercus howellii
- Quercus humboldtii
- Quercus humidicola
- Quercus hypoleucoides
- Quercus hypophaea
- Quercus hypoxantha
- Quercus ichnusae
- Quercus ignaciensis
- Quercus ilex
- Quercus ilicifolia
- Quercus iltisii
- Quercus imbricaria
- Quercus incana
- Quercus incomita
- Quercus inconstans
- Quercus infectoria
- Quercus inopina
- Quercus insignis
- Quercus intricata
- Quercus introgressa
- Quercus invaginata
- Quercus ithaburensis
- Quercus jackiana
- Quercus jenseniana
- Quercus jinpinensis
- Quercus john-tuckeri
- Quercus jolonensis
- Quercus jonesii
- Quercus joorii
- Quercus juergensenii
- Quercus kabylica
- Quercus kelloggii
- Quercus kerangasensis
- Quercus kerneri
- Quercus kerrii
- Quercus kinabaluensis
- Quercus kingiana
- Quercus kinseliae
- Quercus kiukiangensis
- Quercus kiusiana
- Quercus knoblochii
- Quercus kongshanensis
- Quercus kotschyana
- Quercus kouangsiensis
- Quercus laceyi
- Quercus laeta
- Quercus laevis
- Quercus lamellosa
- Quercus lanata
- Quercus lancifolia
- Quercus langbianensis
- Quercus laurifolia
- Quercus laurina
- Quercus laxa
- Quercus leana
- Quercus leiophylla
- Quercus lenticellata
- Quercus liaoi
- Quercus libani
- Quercus liboensis
- Quercus liebmannii
- Quercus lineata
- Quercus litseoides
- Quercus lobata
- Quercus lobbii
- Quercus lodicosa
- Quercus longinux
- Quercus longispica
- Quercus lowii
- Quercus lucana
- Quercus ludoviciana
- Quercus lungmaiensis
- Quercus lusitanica
- Quercus lyrata
- Quercus maccormickii
- Quercus maccormickoserrata
- Quercus macdonaldii
- Quercus macdougallii
- Quercus macnabiana
- Quercus macranthera
- Quercus macrocalyx
- Quercus macrocarpa
- Quercus macvaughii
- Quercus magnoliifolia
- Quercus major
- Quercus mannifera
- Quercus manzanillana
- Quercus margarettae
- Quercus marilandica
- Quercus marlipoensis
- Quercus martinezii
- Quercus megaleia
- Quercus meihuashanensis
- Quercus mellichampii
- Quercus merrillii
- Quercus mespilifolia
- Quercus mexicana
- Quercus michauxii
- Quercus microphylla
- Quercus minima
- Quercus miquihuanensis
- Quercus miyagii
- Quercus mohriana
- Quercus mongolica
- Quercus mongolicodentata
- Quercus monimotricha
- Quercus monnula
- Quercus montana
- Quercus morehus
- Quercus morii
- Quercus morisii
- Quercus motuoensis
- Quercus moultonensis
- Quercus muehlenbergii
- Quercus mulleri
- Quercus multinervis
- Quercus munzii
- Quercus mutabilis
- Quercus myrsinifolia
- Quercus myrtifolia
- Quercus neomairei
- Quercus neopalmeri
- Quercus neotharpii
- Quercus nigra
- Quercus ningangensis
- Quercus ningqiangensis
- Quercus nipponica
- Quercus nivea
- Quercus nixoniana
- Quercus oblongata
- Quercus oblongifolia
- Quercus obtusanthera
- Quercus obtusata
- Quercus ocoteifolia
- Quercus oglethorpensis
- Quercus oidocarpa
- Quercus oleoides
- Quercus oocarpa
- Quercus opaca
- Quercus organensis
- Quercus orocantabrica
- Quercus oviedoensis
- Quercus oxyodon
- Quercus oxyphylla
- Quercus pachucana
- Quercus pachyloma
- Quercus pacifica
- Quercus pagoda
- Quercus palaeolithicola
- Quercus palmeri
- Quercus palmeriana
- Quercus palustris
- Quercus panamandinaea
- Quercus pannosa
- Quercus parkeri
- Quercus parvula
- Quercus pastorensis
- Quercus patkoiensis
- Quercus pauciradiata
- Quercus paui
- Quercus peduncularis
- Quercus peninsularis
- Quercus pentacycla
- Quercus percoriacea
- Quercus perpallida
- Quercus petelotii
- Quercus petraea
- Quercus phanera
- Quercus phellos
- Quercus phillyreoides
- Quercus pinbianensis
- Quercus pinnativenulosa
- Quercus planipocula
- Quercus platycalyx
- Quercus podophylla
- Quercus poilanei
- Quercus polymorpha
- Quercus pongtungensis
- Quercus pontica
- Quercus potosina
- Quercus praeco
- Quercus pringlei
- Quercus prinoides
- Quercus pseudinfectoria
- Quercus pseudosemecarpifolia
- Quercus pseudoverticillata
- Quercus pubescens
- Quercus pumila
- Quercus pungens
- Quercus purulhana
- Quercus pyrenaica
- Quercus quangtriensis
- Quercus radiata
- Quercus ramsbottomii
- Quercus rehderi
- Quercus rehderiana
- Quercus rekonis
- Quercus repanda
- Quercus resinosa
- Quercus rex
- Quercus riparia
- Quercus robbinsii
- Quercus robur
- Quercus robusta
- Quercus rolfsii
- Quercus rosacea
- Quercus rotundifolia
- Quercus rubra
- Quercus rudkinii
- Quercus rugosa
- Quercus runcinata
- Quercus runcinatifolia
- Quercus rupestris
- Quercus rysophylla
- Quercus sadleriana
- Quercus salcedoi
- Quercus salicifolia
- Quercus salicina
- Quercus saltillensis
- Quercus sanchezcolinii
- Quercus sapotifolia
- Quercus saravanensis
- Quercus saulii
- Quercus schneideri
- Quercus schochiana
- Quercus schottkyana
- Quercus schuettei
- Quercus schultzei
- Quercus scytophylla
- Quercus sebifera
- Quercus seemannii
- Quercus segoviensis
- Quercus semecarpifolia
- Quercus semiserrata
- Quercus semiserratoides
- Quercus senescens
- Quercus senneniana
- Quercus serrata
- Quercus serratoides
- Quercus sessilifolia
- Quercus setulosa
- Quercus shanxiensis
- Quercus shennongii
- Quercus shingjenensis
- Quercus shumardii
- Quercus sichourensis
- Quercus sicula
- Quercus sideroxyla
- Quercus similis
- Quercus sinuata
- Quercus skinneri
- Quercus smallii
- Quercus spinosa
- Quercus splendens
- Quercus steenisii
- Quercus stellata
- Quercus stelloides
- Quercus stenophylloides
- Quercus sterilis
- Quercus sterretii
- Quercus stewardiana
- Quercus streimii
- Quercus striatula
- Quercus suber
- Quercus subfalcata
- Quercus subintegra
- Quercus subsericea
- Quercus subspathulata
- Quercus substellata
- Quercus sumatrana
- Quercus supranitida
- Quercus széchenyana
- Quercus tabajdiana
- Quercus takaoyamensis
- Quercus tarahumara
- Quercus tardifolia
- Quercus tarokoensis
- Quercus texana
- Quercus tharpii
- Quercus thomsoniana
- Quercus thorelii
- Quercus tiaoloshanica
- Quercus tingitana
- Quercus tinkhamii
- Quercus tomentella
- Quercus tomentosinervis
- Quercus tonduzii
- Quercus tottenii
- Quercus toumeyi
- Quercus townei
- Quercus trabutii
- Quercus treubiana
- Quercus tridentata
- Quercus trojana
- Quercus tsinglingensis
- Quercus tuberculata
- Quercus tuitensis
- Quercus tungmaiensis
- Quercus turbinella
- Quercus undata
- Quercus undulata
- Quercus urartensis
- Quercus urbanii
- Quercus utilis
- Quercus uxoris
- Quercus vacciniifolia
- Quercus vaga
- Quercus wagneri
- Quercus valdinervosa
- Quercus vallicola
- Quercus walteriana
- Quercus variabilis
- Quercus vaseyana
- Quercus welshii
- Quercus velutina
- Quercus venulosa
- Quercus verde
- Quercus vestita
- Quercus vicentensis
- Quercus willdenowiana
- Quercus viminea
- Quercus virginiana
- Quercus wislizeni
- Quercus viveri
- Quercus vulcanica
- Quercus wutaishanica
- Quercus xalapensis
- Quercus xanthoclada
- Quercus xanthotricha
- Quercus yiwuensis
- Quercus yokohamensis
- Quercus yonganensis
- Quercus yongchunana